# Куковей, Андриан
Андриа́н Кукове́й (рум. Andrian Cucovei; 21 апреля 1982) — молдавский футболист, защитник.

## Карьера

### Клубная
Воспитанник кишинёвского «Зимбру». Дебютировал в чемпионате в свой день рождения. Затем стал одним из лидеров клуба, а позже, по мнению болельщиков, стал и символом своего поколения в «Зимбру». Осенью 2006 года Андриан Куковей не стал продлевать подходивший к концу контракт, за что половину матчей просидел в запасе. Финалист Суперкубка Молдавии 2004 и 2005 годов.
Зимой 2007, по истечении контракта с «Зимбру», перешёл в российский «Спартак-МЖК» из Рязани, клуб, который по ходу сезона начал терпеть финансовый крах и в итоге после первого круга вынужден был сняться с турнира. Перед началом сезона в российском Первом дивизионе Куковей получил травму и выбыл из строя. Однако на финише первого круга, несмотря на незалеченную травму, Андриан вышел на поле через 3 дня после операции и сыграл в последних трёх матчах.
С лета 2007 года является игроком другого кишинёвского клуба — «Дачия», впервые в своей истории ставшего по итогам сезона 2007/08 вице-чемпионом Молдавии.

### В сборной
В разное время Андриан Куковей являлся основным игроком сборных Молдавии до 17 и до 19 лет, а также молодёжной сборной Молдавии (до 21 года), за которую провёл 13 матчей, в том числе все матчи отборочного цикла ЧЕ-2004.
В 2004 году Андриан Куковей дебютировал в национальной сборной Молдавии на турнире Rothmans Cup на Мальте. Признан лучшим защитником турнира. Всего в активе Куковея 4 матча за национальную сборную.

## Достижения
- Обладатель Кубка Молдавии: 2003/2004, 2004/2005
- Вице-чемпион Молдавии: 2003/04, 2006/2007 (в составе «Зимбру»), 2007/2008 (в составе «Дачии»)